# Antisistema
Si definisce antisistema (o con la locuzione inglese, anti-establishment) l'ideologia che rifiuta totalmente il sistema economico-politico e/o sociale vigente e si propone di rovesciare le fondamenta stesse dello status quo. Con lo stesso termine si indicano anche le persone o i movimenti politici che si rivedono in tale ideologia.
Il potere costituito vi si approccia lungo un range che va dall'inclusività alla tolleranza, fino 
all'azione penale, a secondo della metodologia che il partito antisistema presceglie per propugnare le sue idee.

## Utilizzo del termine
Il termine apparve nel 1717 quando i quattro fratelli Pâris di Grenoble tentarono di contrapporsi al sistema speculativo del finanziere John Law, in un'iniziativa che, appoggiata a livello parlamentare anglo-inglese, terminò il 28 ottobre 1719.
Secondo lo storico Nicolas Lebourg, va ricondotta al termine anche la denuncia del "Systemzeit" da parte dei nazionalisti tedeschi degli anni '20, che presentava la Repubblica di Weimar tanto omogenea quanto malvagia. 
Per descrivere l'avvento della V Repubblica, nel 1960, Jean Maze diede a uno dei suoi libri il titolo "L'anti-système", mentre nel 1973 fu il partito comunista francese (PCF) ad usare il termine “antisistema” con un significato politico.
Infine, il termine fa ingresso nella politologia grazie a Giovanni Sartori nel 1976.

## Caratteristiche
Benché l'espressione antisistema non abbia necessariamente una connotazione negativa, a volte i mezzi di comunicazione la utilizzano in senso peggiorativo per riferirsi a tutte quelle posizioni dissidenti o eversive rispetto al sistema imperante, fuori dal mainstream politico o sociale. Non è strano, pertanto che i mezzi di comunicazione semplifichino il suo significato, interpretando che esiste come movimento organizzato unico, di carattere violento e radicale. In questa maniera sotto il significato di antisistema si delinea in maniera inconsapevole l'attributo di violento, anche se non lo è necessariamente.

## Il partito politico antisistema
Il concetto classico di partito antisistema "è legato al magistrale Parties and Party Systems di Giovanni Sartori, che ne propone la seguente definizione: «un partito può essere definito antisistema ogniqualvolta mini la legittimità del regime al quale si oppone»".

### Vocazione costituente
Il mutamento della forma di Stato o della forma di governo può rappresentare la ricaduta istituzionale di un partito o movimento antisistema. In una democrazia, questo rappresenta un elemento di forte stress della natura inclusiva dell'ordinamento costituzionale, perché il valore della partecipazione e della tolleranza devono bilanciarsi con quello della persecuzione penale dei delitti contro la personalità dello Stato: elemento dirimente in uno Stato di diritto - per bilanciare i due valori - è la natura violenta o meno dei mezzi prescelti dal partito antisistema per conseguire i suoi scopi.
Una specifica enunciazione dei metodi, che non pongono a rischio la sopravvivenza della democrazia, proviene da Karl Loewenstein: «un partito può condurre una campagna in favore di cambiamenti legislativi o delle stesse strutture costituzionali dello Stato a due condizioni: (1) i mezzi utilizzati a questo scopo devono essere, sotto tutti i punti di vista, legali e rispettosi del principio democratico; (2) i cambiamenti proposti devono essere compatibili con i principi democratici fondamentali». 

### La democrazia militante
Vi sono ordinamenti che sono più rigorosi nella valutazione dei criteri secondo cui reagire alla minaccia antisistema: la "democrazia militante" o democrazia protetta (Streitbare Demokratie) è la forma di governo democratica in cui il sistema politico si dota di strumenti idonei a proteggerne la sopravvivenza (cariche di Governo, obbedienza alle sue direttive) e la funzionalità (elezioni, assemblee elettive, decisioni da esse assunte) mediante azioni preventive contro individui e gruppi di persone (partiti, associazioni e organizzazioni) che ne rifiutano la legittimazione e ne contestano l'operato. 
Teorizzata dagli esuli tedeschi degli anni Trenta come reazione alla conquista nazista del potere, essa implica la possibilità dello scioglimento dei partiti che non rispondono a queste condizioni, sia pure con le massime garanzie giurisdizionali: il Parteiverbot (il divieto del Partito Comunista di Germania deciso dalla Corte Costituzionale Federale tedesca nell'agosto 1956) si ispirò a questa teorizzazione, accolta nel divieto delle associazioni che lottano contro la Costituzione (ai sensi dell'articolo 9 capoverso 2 della Legge fondamentale) e nella possibilità che la Corte costituzionale agisca se è dimostrato che un partito mira a eliminare o indebolire la Repubblica (art. 21 capoverso 2 della Legge fondamentale). 
Ne discende la giurisprudenza della Corte costituzionale federale tedesca che giudica incostituzionali le azioni “che mirano a rendere disfunzionale in modo aggressivo e sistematico l’ordine fondamentale democratico libero per poi eliminarlo”. I conseguenti divieti sono stati però sottoposti al test di proporzionalità dalle sedi giurisdizionali europee di tutela dei diritti umani, non sempre con decisioni favorevoli alla Germania.